# Leona Vicario

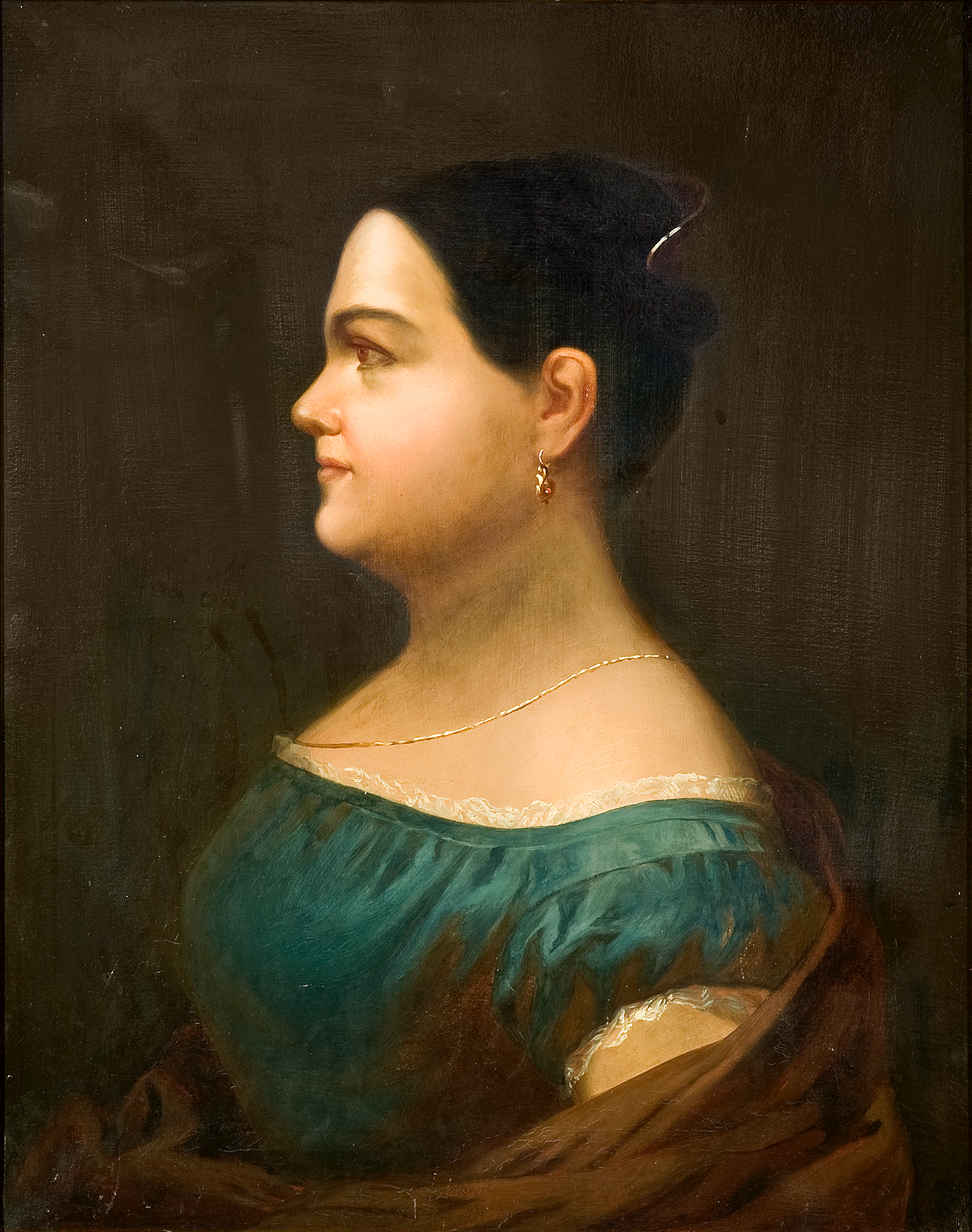
Leona Vicario

Leona Vicario, eigentlich María de la Soledad Leona Camila Vicario Fernández de San Salvador, (* 10. April 1789 in Mexiko-Stadt; † 21. August 1842 ebenda) ist eine Mexikanerin, die Anfang des 19. Jahrhunderts für die Unabhängigkeit Mexikos von Spanien stritt und als Nationalheldin verehrt wird. Sie gilt als erste Journalistin des Landes.

## Biographie

### Kindheit und Jugend
Leona Vicario war die einzige Tochter von Camila Fernández de San Salvador y Montiel und des Kaufmanns Gaspar Martín Vicario, der auch Mitglied der Inquisition war. Der Vater war in der Nähe von Palencia im spanischen Kastilien geboren und mittellos nach Mexiko ausgewandert, wo er als Kaufmann erfolgreich und wohlhabend wurde. 1787 heiratete er in zweiter Ehe Camila Fernández de San Salvador y Montiel, die einer angesehenen Familie aus Toluca entstammte. Seine Ehefrau, deren Vater gestorben war, als sie noch ein Kind war, brachte keine Mitgift mit in die Ehe, aber ihre Familie – darunter ihre drei Brüder – hatte einflussreiche Positionen in Justiz, an der Universität und in der Finanzverwaltung inne.
Vicario erhielt eine umfassende Ausbildung und interessierte sich für Wissenschaft, Geschichte, Politik, Malerei und Gesang, damals ungewöhnlich für eine Frau ihrer sozialen Schicht. So las sie Werke des spanischen Universalgelehrten Benito Jerónimo Feijoo, der sich schon im 18. Jahrhundert für die Bildung von Frauen sowie für die Rechte der Kreolen in Amerika eingesetzt hatte. Gelobt wurden ihre „Klugheit und Weisheit“, aber ihr wurde auch ein „rebellischer und freier Geist“ attestiert. Als ihr Lebensmotto galt: „Mein Name ist Leona, und ich möchte frei leben wie ein Tier“, wobei Leona in doppelter Bedeutung ein Eigenname ist sowie „Löwin“ bedeutet. Angeblich wurde dieses Motto von ihrem Onkel geprägt, der auch ihr Pate war und der sich für den Namen Leona entschieden hatte.
1807, als Leona Vicario 18 Jahre alt war, starben ihre Eltern. Kurz zuvor war sie mit dem jungen Anwalt Octavio Obregón verlobt worden. Dieser reiste nach Spanien, um sich um ein königliches Amt in Mexiko zu bewerben, kehrte aber nie zurück. Vicario erbte ein beträchtliches Vermögen von über 100.000 Pesos. Die Mutter hatte ihren ältesten Bruder und Patenonkel von Leona Vicario, Agustín Pomposo Fernández, zu deren Vormund und Vermögensverwalter ernannt. Er war einer der angesehensten Juristen Mexikos und ehemaliger Rektor der Real y Pontificia Universidad de México (Königliche und Päpstliche Universität von Mexiko). Er mietete für Leona ein Herrenhaus, in dem er und seine Familie einen separaten Flügel bewohnten.
Bei einer Gesamtbevölkerung von sieben Millionen Menschen lebten damals lediglich rund 70.000 Spanier (Peninsulares) im Land, die die Oberschicht bildeten. Ab 1808 versuchten gebildete Kreolen, die moderne Entwicklung sowie die Unabhängigkeit Mexikos von Spanien voranzutreiben, „während die Eindringlinge aus Spanien den Luxus von Vizekönigshöfen und Bischofspalästen genossen“, so der Historiker Hubert Herring. Auslöser für diese politische Entwicklung war die Absetzung des bisherigen spanischen Königs aus dem Haus Bourbon-Anjou durch Napoleon Bonaparte, der stattdessen seinen Bruder Joseph Bonaparte auf den Thron gesetzt hatte. Der spanische Vizekönig in Mexiko, José de Iturrigaray, gab den Forderungen der Kreolen nach einem Nationalkongress nach, der von gebürtigen Mexikanern dominiert werden sollte. Um zu verhindern, dass der Kongress in Mexiko-Stadt zusammentrat, setzten rund 300 gut bewaffnete Spanier in der Nacht des 16. September 1808 den Vizekönig ab, und die prominentesten Befürworter der Unabhängigkeit wurden inhaftiert. Der folgende Mexikanische Unabhängigkeitskrieg, der bis 1821 dauerte, kostete mehr als 500.000 Mexikanern das Leben.

### Rolle im mexikanischen Unabhängigkeitskrieg
Als Tochter einer Mexikanerin und eines Spaniers gehörte Leona Vicario beiden gesellschaftlichen Gruppen an; ihr Onkel wiederum war loyaler Royalist und wandte sich gegen die Rebellion seiner Landsleute. Sie schloss sich dem kreolischen Geheimbund der Guadalupanos an, der wie sie selbst die Befürworter der Unabhängigkeit mit Spionage und Geld unterstützte. Dieser Geheimbund wurde von Juan Bautista Raz y Guzmán angeführt, einem Cousin von Leonas Onkel Fernández de San Salvador. Er und seine Mitstreiter wurden 1815 wegen Beihilfe zum Aufstand verhaftet.
Ab Anfang 1812 fungierte Vicario als Botin zwischen den aufständischen Kreolen in der Hauptstadt und denen auf dem Lande. Anführer war inzwischen Ignacio López Rayón, der geistige Nachfolger des Priesters Miguel Hidalgo, der 1811 wegen Rebellion gegen die spanische Herrschaft hingerichtet worden war. In ihren Briefen unter dem Decknamen „Enriqueta“ benutzte sie Chiffren und verwendete literarische Pseudonyme, um den Inhalt zu schützen, in dem sie etwa über militärische Aktivitäten der Royalisten berichtete. Sie organisierte den Umzug von Waffenmeistern in das Lager der Patrioten in Tlalpujahua, laut dem Historiker Rafael Anzures, „ein dreister Schachzug [...] unabdingbar für die Fortführung des Krieges“.
Um der Propaganda der Spanier etwas entgegenzusetzen, erwarb der Geheimbund 1811 eine Druckerpresse. Drei weibliche Verwandte von Leona, darunter die Frau von Raz y Guzmán, versteckten die Presse in ihrer Kutsche, um sie aus Mexiko-Stadt herauszubringen. Die Frauen wurden für diese gefährliche Mission ausgewählt, weil es undenkbar gewesen wäre, Frauen der Oberschicht oder ihre Kutschen zu durchsuchen. Als Vicario am 1. März aus der Hauptstadt floh, um sich den Aufständischen anzuschließen, nahm sie ebenfalls Zubehör für die Druckerpresse mit. Da sie erkrankte, wurde sie von ihrem Onkel Agustín überredet, in die Stadt zurückzukehren und einen „Indulto“ – eine königliche Begnadigung – anzunehmen, nachdem ihm die Behörden versichert hatten, dass die Nichte unbehelligt bleiben würde. Entgegen diesem Versprechen wurde sie am 11. März 1813 in das Kloster Colegio de Belén de las Mochas gebracht, wo sie wochenlang gefangen gehalten und verhört wurde. Sie schwieg beharrlich, bis sie nach 42 Tagen von drei Aufständischen unter der Führung von Andrés Quintana Roo mit einer List befreit und in den Westen des Landes gebracht wurde. Man schätzt, dass sie bis zu diesem Zeitpunkt rund 80.000 Pesos von ihrem Erbe in die Unabhängigkeitsbewegung gesteckt hatte.
Roo, ein Schriftsteller und Jurastudent aus Yucatán, hatte ab 1810 in Mexiko-Stadt in der Kanzlei von Leonas Onkel Agustín gearbeitet. Zwischen Leona Vicario und Roo hatte sich eine Liebesbeziehung angebahnt, die ihr Onkel versucht hatte zu beenden, weil ihm Roos politische Einstellung missfiel. Anfang 1812 beschloss Roo, sich den Aufständischen anzuschließen, und verließ Mexiko-Stadt mit Agustíns ältestem Sohn Manuel in Richtung Tlalpujahua im Westen Mexikos. Dort angekommen gab er die Zeitung Despertador Americano (Amerikanischer Weckruf) heraus, wobei ihn Vicario später unterstützte. Für die Sache der Unabhängigkeit Mexikos schrieb Leona Vicario Artikel für weitere Zeitungen, darunter US-amerikanische, weshalb sie als erste Journalistin des Landes angesehen wird, und sie verfasste heroische Lyrik.
1813 heirateten Leona Vicario und Andrés Roo. Nach der Hinrichtung von José María Morelos im Jahre 1815, eines weiteren Anführers der Rebellen, schien der Aufstand gegen die spanische Herrschaft gescheitert. Andrés Roo, seine Frau und die inzwischen geborene Tochter wurden zwar begnadigt, aber die Familie wurde gezwungen, in Toluca unter ständiger Beobachtung durch die Behörden und in Armut zu leben. Erst 1820, nachdem die spanische Partei aus Mexiko City vertrieben worden war, durften Roo und Vicario mit ihrem Kind in die Hauptstadt zurückkehren, wo ihre zweite Tochter geboren wurde.

## Letzte Jahre und Tod

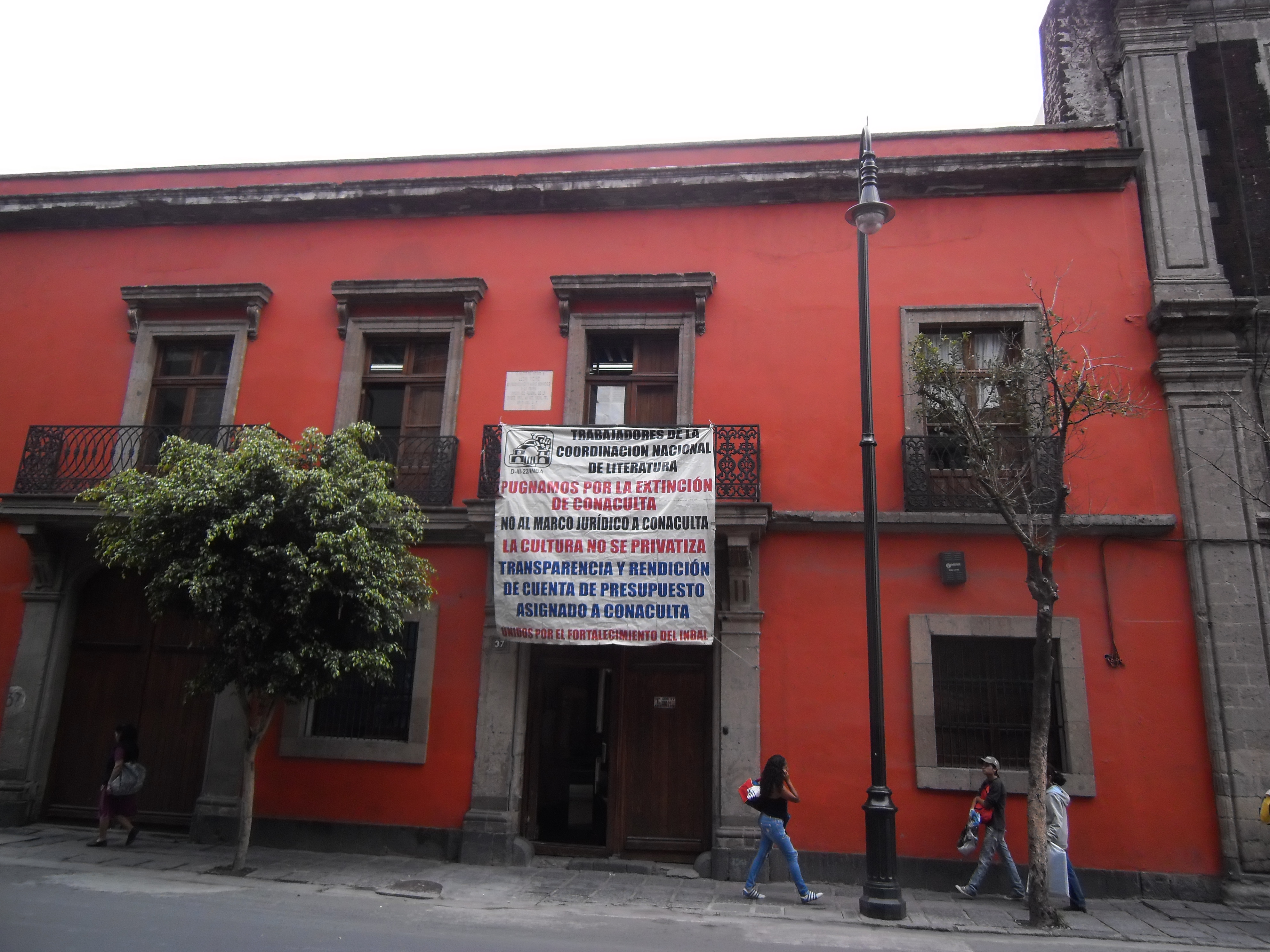
Wohnhaus von Vicario in Mexiko-Stadt in ihren letzten Lebensjahren

1821 wurde Mexiko von Spanien unabhängig, 1824 erhielt Leona Vicario eine Entschädigung für ihre Besitztümer, die während des Krieges beschlagnahmt worden waren. Roo erwarb seinen Universitätsabschluss in Jura, und seine Frau bekam eine weitere Tochter und zog sich ins Privatleben zurück. Fortan äußerte sie sich nur dann öffentlich, wenn ihr Mann, der im unabhängigen Mexiko politische Karriere machte, in der Presse angegriffen wurde. Roo wurde unter anderem Unterstaatssekretär, Mitglied des Kongresses und Richter am Obersten Gerichtshof. Leona Vicario starb 1842 im Alter von 53 Jahren.
Der damalige Präsident der Republik, General Antonio López de Santa Anna, führte den großen Trauerzug zum Friedhof Nuestra Señora de los Ángeles in Mexiko-Stadt an; es war das einzige Staatsbegräbnis in Mexiko für eine Frau bis 2021. Vicario wurde als „starke Frau der mexikanischen Unabhängigkeit“ und als „Mutter der Nation“ geehrt. Neun Jahre später wurde ihr Ehemann an ihrer Seite bestattet.

## Ehrung und Erinnerung

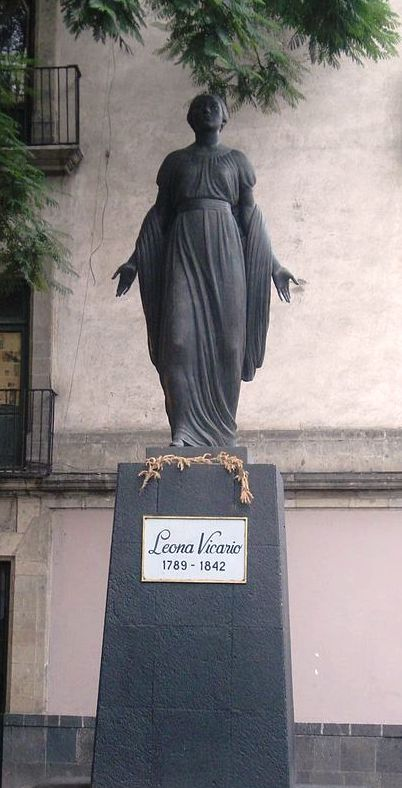
Statue von Leona Vicario in Mexiko-Stadt

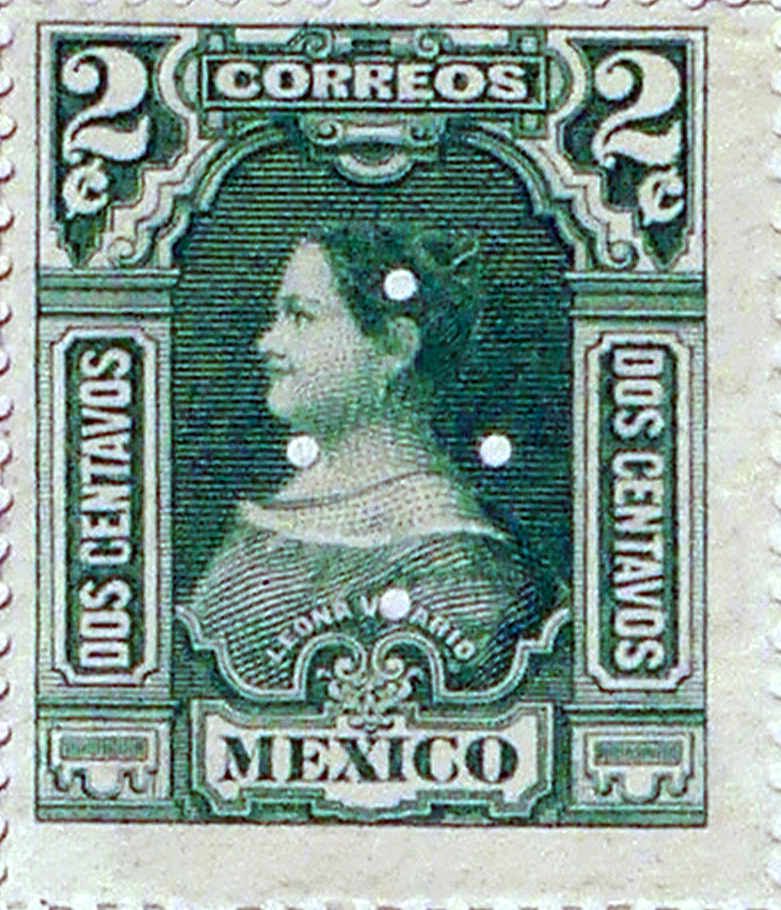
Briefmarke aus dem Jahr 1910 mit dem Konterfei von Vicario

Im Jahr 1910 wurde die Asche der Eheleute in der Unabhängigkeitssäule auf dem Paseo de la Reforma in Mexiko-Stadt beigesetzt, zusammen mit den sterblichen Überresten anderer „Helden“ der mexikanischen Unabhängigkeit.
Im Jahr 1827 wurde die mexikanische Stadt Saltillo Vicarios zu Ehren in Leona Vicario umbenannt, aber im April 1831 zurückbenannt in Saltillo. 1936 erhielt ein Ortsteil des Municipio Puerto Morelos ihren Namen. Die Stadt liegt in der Provinz Quintana Roo, die den Namen ihres Mannes trägt. Mehrfach gab die mexikanische Post Briefmarken mit ihrem Konterfei heraus, zuletzt 2020.
In Mexiko City gibt es zwei Statuen für Leona Vicario: Ein Denkmal befindet sich auf einem Platz Ecke República de Brasil und República de Nicaragua. Das zweite Denkmal befindet sich auf der 2020 eingeweihten Heroine Promenade auf dem Paseo de la Reforma, neben den Denkmälern von elf weiteren wichtigen Mexikanerinnen. Das Haus mit der Adresse República de Brasil 37, in dem sie starb, wurde unter Denkmalschutz gestellt.
Das Jahr 2020 wurde in Mexiko nach ihr Año de Leona Vicario benannt. Aus diesem Anlass schrieb die Journalistin Cecilia Kühne über sie: „Wenig ist mit Sicherheit über sie bekannt, doch vieles wird vermutet und gesagt: dass sie die erste mexikanische Journalistin war; die Urheberin eines Spionagenetzes, das gegen die spanische Krone kämpfte; ein reiches Mädchen, das seine Juwelen verpfändete, um Gewehre für die Aufständischen zu kaufen – oder die törichtste und romantischste Heldin von allen, weil sie ihr Leben riskierte, um ihrem Geliebten zu folgen.“